# 斯泰赫尼基夫齊
49°38′55″N 25°39′26″E / 49.64861°N 25.65722°E
斯泰赫尼基夫齊（羅馬化：Stehnykivtsi）是位於烏克蘭西部特諾皮爾州特諾皮爾區的村莊，面積2.05平方公里，2015年人口670，人口密度每平方公里356.1人。